# Émirat de Zabarma
 (signalé en mai 2025).
Si vous disposez d'ouvrages ou d'articles de référence ou si vous connaissez des sites web de qualité traitant du thème abordé ici, merci de compléter l'article en donnant les références utiles à sa vérifiabilité et en les liant à la section « Notes et références ».
- Archive Wikiwix
- Bing
- Cairn
- DuckDuckGo
- E. Universalis
- Gallica
- Google
- G. Books
- G. News
- G. Scholar
- Persée
- Qwant
- (zh) Baidu
- (ru) Yandex
- (wd) trouver des œuvres sur Wikidata

1860–1897
L'émirat de Zabarma est un État islamique fondé au XIXe siècle.

## Historique
Fondé en 1860, il a été dissout en 1897.
Son territoire s’étendait entre l’actuel Ghana et le Burkina Faso.
Les dirigeants de l'émirat de Zabarma appartenaient à l'ethnie Zarma. Ils étaient originaires d'une région qui fait maintenant partie du Niger.